# ويلموت كولينز
ويلموت كولينز هو سياسي أمريكي، ولد في 15 أكتوبر 1963 في مونروفيا في ليبيريا. نشط حزبياً في الحزب الديمقراطي.